# Wimbotsham
Wimbotsham – wieś w Anglii, w hrabstwie Norfolk, w dystrykcie King’s Lynn and West Norfolk. Leży 62 km na zachód od Norwich i 129 km na północ od Londynu. Miejscowość liczy 558 mieszkańców.